# Love Is a Song
«Love Is a Song» (с англ. — «Любовь — это песня») — песня Фрэнка Черчилля (музыка) и Ларри Мори (слова), выпущенная в 1942 году.
Черчилль и Мори написали «Love Is a Song» в качестве музыкальной темы для мультфильма Disney «Бэмби» (1942). В мультфильме песня звучит в начальных титрах, исполненная Дональдом Новисом и хором студии Disney. Она снова исполняется хором в конце фильма, где Великий Князь леса и Бэмби смотрят на Фэлину, и на их с Бэмби новорождённых близнецов, Гено и Гурри.
Песня также звучит на протяжении всего мультфильма в партитуре, особенно во время вступительной съёмки многоплоскостной камеры.
Она была номинирована на премию «Оскар» в категории «Лучшая оригинальная песня к фильму», но проиграла песне «White Christmas», написанной Ирвингом Берлином, и спетой Бингом Кросби, Марджори Рейнольдс и Мартой Мирс в фильме «Праздничная гостиница» (1942).
Фрэнк Черчилль посвятил эту песню своей жене Кэролайн, которая была личным секретарём Уолта Диснея в 1930—1934 годах до того, как вышла замуж за Черчилля.